# Entylomaster typhonii
Entylomaster typhonii är en svampart som beskrevs av Vánky & R.G. Shivas 2006. Entylomaster typhonii ingår i släktet Entylomaster och familjen Doassansiaceae.   Inga underarter finns listade i Catalogue of Life.